# Simon Girault
Simon Girault (* 1552 in Langres; † nach 1613) war ein französischer Pädagoge, Geograph und Autor.

## Leben und Werk
Simon Girault, der uns nur als Bewohner von Langres bekannt ist, schrieb (offenbar zur Erziehung seiner eigenen Kinder) Lehrbücher für verschiedene Schulfächer in Form didaktischer Dialoge. Besondere Aufmerksamkeit erregte bislang nur das geographische Lehrbuch mit dem Titel „Globus der Welt“, wozu er unter anderem den Tractatus de Sphaera von Johannes de Sacrobosco benutzte, der 1570 von Guillaume des Bordes ins Französische übersetzt worden war. Seine Einführung in die Natur der Erde stützte sich auf Du Bartas und Pedro Mexía. Er polemisierte darin mit Bernard Palissy. Die von Michel Simonin geforderte Neuauflage des Werkes ist bislang (2023) nicht realisiert.

## Werke (Auswahl)
- Dialogue pour apprendre les principes de la langue latine. Jehan Des Preyz, Langres 1590.
- Globe du monde contenant un bref traité du ciel & de la terre. Jehan Des Preyz, Langres 1592.
- Dialogue sur la crainte de la mort. 1594.
- Dits notables des sept sages de la Grèce et de leur vie. 1596. (Sieben Weise von Griechenland)
- Table de plvsievrs roys et monarqves qvi ont possedé la terre Comme aussi des choses plus memorables aduenues és six aages du monde. I. Chavvetet, Langres 1613.
- Discours du cœur du petit monde et de la composition du cœur humain. Jean Chauvetet, Langres 1613.
- Tablettes pueriles et morales pour instruire les enfants. Divisées en quatre livres, & ornées de plusieurs figures. Boudrault, Langres 1658.